# Jurydyki Krakowa
Jurydyki Krakowa – zespół jurydyk otaczających miasta Kraków (czyli współcześnie krakowskie Stare Miasto) oraz Kleparz, rozwijający się od średniowiecza aż do końca XVIII wieku, kiedy zostały zlikwidowane i przyłączone do miasta. Ich największy rozwój przypadł na XVI i XVII wiek. 
Podobnie jak inne jurydyki na ziemiach polskich, nie podlegały one władzom miejskim i nie miały względem miasta żadnych obowiązków, a często konkurowały z rzemieślnikami z cechów miejskich. Jurydyki krakowskie miały różnych właścicieli – stanowiły własność nie tylko szlachecką lub kościelną, ale również królewską, miejską lub uniwersytecką.
W XVII i XVIII wieku wokół Krakowa istniały następujące jurydyki (idąc od Wawelu zgodnie z kierunkiem wskazówek zegara) :
- Podzamcze (królewska)
- Groble (szlachecka)
- Wielkorządowa (Smoleńsko wielkorządowe) (królewska)
- Węgrzeckie (królewska)
- Kolegiackie (uniwersytecka)
- Wygoda (Margrabszczyzna) (szlachecka)
- Smoleńsko (kościelna)
- Jurydyka Probostwa Bożego Miłosierdzia (kościelna)
- Nowy Świat (miejska)
- Stajnie biskupie
- Tęczyńskie (szlachecka)
- Retoryka (szlachecka)
- Gramatyka (uniwersytecka)
- Garbary (miejska)
- Biskupie (kościelna)
- Błonie (kościelna, miejska i królewska)
- Pędzichów (kościelna)
- Szlak (kościelna)
- Jurydyka Wikariuszy św. Floriana (kościelna)
- Jurydyka Proboszcza św. Floriana (kościelna)
- Strzelnica (miejska)
- Lubicz (Morsztynowskie) (szlachecka)
- Wesoła (szlachecka)
- Radziwiłłowska (szlachecka)
- Jurydyka Probostwa św. Mikołaja (kościelna)
- Brzeg Miejski (miejska).